# 미니DVD

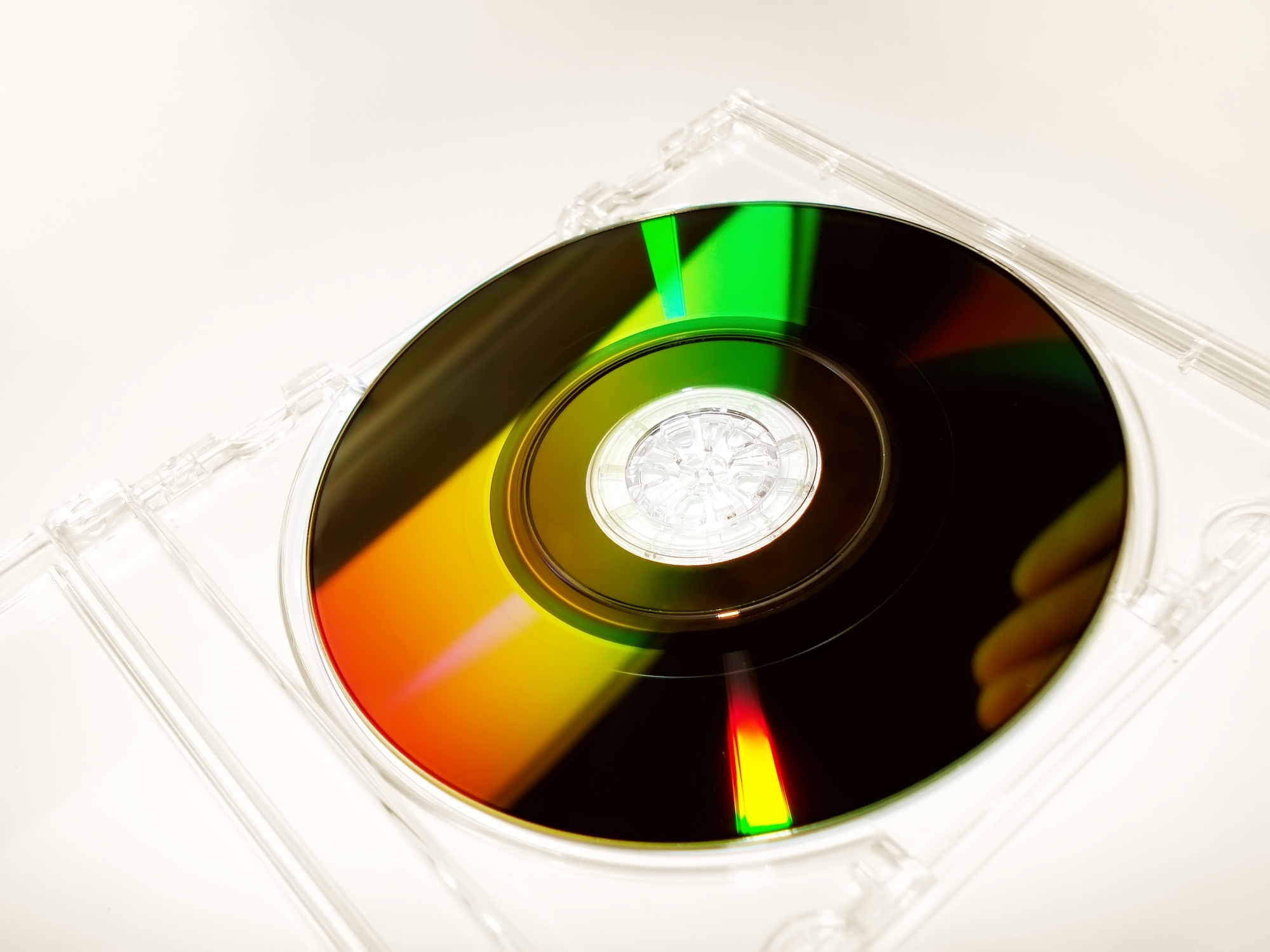
80mm 미니DVD

미니DVD(MiniDVD)는 다음과 같은 종류를 갖는다.
- 80 mm DVD: 120 mm DVD의 축소 버전
- cDVD: DVD 비디오 포맷으로 쓰이는 표준 CD

이 이름은 또한 소니의 플레이스테이션 포터블에 쓰이는 유니버설 미디어 디스크 (UMD)를 가리키는 말이기도 하다.
- 닌텐도 게임큐브의 저장매체로도 사용된다.

## 80 mm DVD
| 실제 크기   | 싱글 레이어 용량 | 듀얼/더블 레이어 용량 |
| ----------- | ---------------- | --------------------- |
| 12 cm, 단면 | 4.7 GB           | 8.5 GB                |
| 12 cm, 양면 | 9.4 GB           | 17 GB                 |
| 8 cm, 단면  | 1.4 GB           | 2.66 GB               |
| 8 cm, 양면  | 2.8 GB           | 5.2 GB                |

### 워너 미니 DVD
미니 DVD는 또한 워너, 사이버홈이 어린 손님을 위해 출시하는 상용 DVD 및 플레이어의 브랜드 이름이기도 하다.

## cDVD
미니 DVD 또는 cDVD는 DVD 비디오를 담는 CD를 서술할 때 쓰이는 낱말이다. DVD 비디오 포맷의 모든 기능을 가지고 값싼 매체에 제공할 때 쓰인다. 차이점이라고는 물리적인 디스크 하나밖에 없지만 이러한 CD는 컴퓨터나 일부 독립형 DVD 플레이어에서만 재생할 수 있다. (VCD 플레이어에서 재생할 수 없다) 또한, 미니 DVD는 모드 1 포맷을 사용하여 CD에 기록한다. 그러므로 데이터 용량은 80 분 (700 MB)로 한정된다. (SVCD와 같은 다른 CD 기반의 비디오 포맷은 모드 2/XA 포맷을 사용하므로 80 분, 800 MB로 한정된다)

## 같이 보기
- DVD
- 레이저디스크
- 비디오 CD (VCD)
- CD 비디오
- SVCD

## 참조
1. ↑  “Site News DVD news: Warner & CyberHome Team for Mini-DVD Player Launch: TV-on-Mini-DVD a Big Part of the Plan!”. 2006년 7월 20일에 원본 문서에서 보존된 문서. 2006년 6월 23일에 확인함. 다음 글자 무시됨: ‘ TVShowsOnDVD.com ’ (도움말)